# Reuilly (Indre)
Reuilly ist eine französische Gemeinde mit 2009 Einwohnern (Stand: 1. Januar 2022) im Département Indre in der Region Centre-Val de Loire; sie gehört zum Arrondissement Issoudun und zum Kanton Levroux. Die Einwohner werden Reuillois genannt.

## Lage und Klima
Die auf einer Höhe von ca. 125 m gelegene Gemeinde Reuilly liegt an der Grenze zum Département Cher am Fluss Arnon, in den hier der Théols mündet. An der westlichen Gemeindegrenze verläuft der Arnon-Zufluss Herbon. Nächstgrößere Städte sind Vierzon (17 Kilometer nördlich), Issoudun (ca. 18 Kilometer südlich) und Bourges (28 Kilometer östlich). Das Klima ist gemäßigt bis warm; Regen (ca. 800 mm/Jahr) fällt übers Jahr verteilt.

## Bevölkerungsentwicklung
| Jahr                       | 1962 | 1968 | 1975 | 1982 | 1990 | 1999 | 2009 | 2020 |
| Einwohner                  | 2011 | 2020 | 2036 | 2017 | 1952 | 1963 | 2060 | 2003 |
| Quellen: Cassini und INSEE |      |      |      |      |      |      |      |      |

## Wirtschaft
Im gleichnamigen Weinbaugebiet Reuilly werden vor allem Weißweintrauben produziert. Ansonsten spielt die Feldwirtschaft eine wichtige Rolle im Leben der Gemeinde.

## Geschichte
Der Ort ist bereits in merowingischer Zeit dokumentiert. Er überstand einen Angriff der Normannen (902) und wurde im Hundertjährigen Krieg (1337–1453) in Mitleidenschaft gezogen; Bertrand du Guesclin eroberte ihn im Jahr 1370 für das Königreich Frankreich zurück. Zwischenzeitlich gab es eine Kommende des Templerordens im Ortsteil Ormeteau, die jedoch nach dessen Aufhebung im Jahr 1312 an den Johanniterorden überging.

## Sehenswürdigkeiten
- Kirche Saint-Denis aus dem 11. Jahrhundert mit einer (stark restaurierten) karolingischen Krypta, (Monument historique)
- Weinmuseum (Museé de la Vigne & du Vin)[2]
- Museum des in Reuilly geborenen Malers Paul Surtel (1893–1985)
- barockes Schloss La Ferté, ab 1659 erbaut, (Monument historique)
- Schloss L'Ormeteau mit Taubenhaus, (Monument historique)
- alte Kommandantur der Templer in Ormeteau (ab 1312 von den Johannitern genutzt)

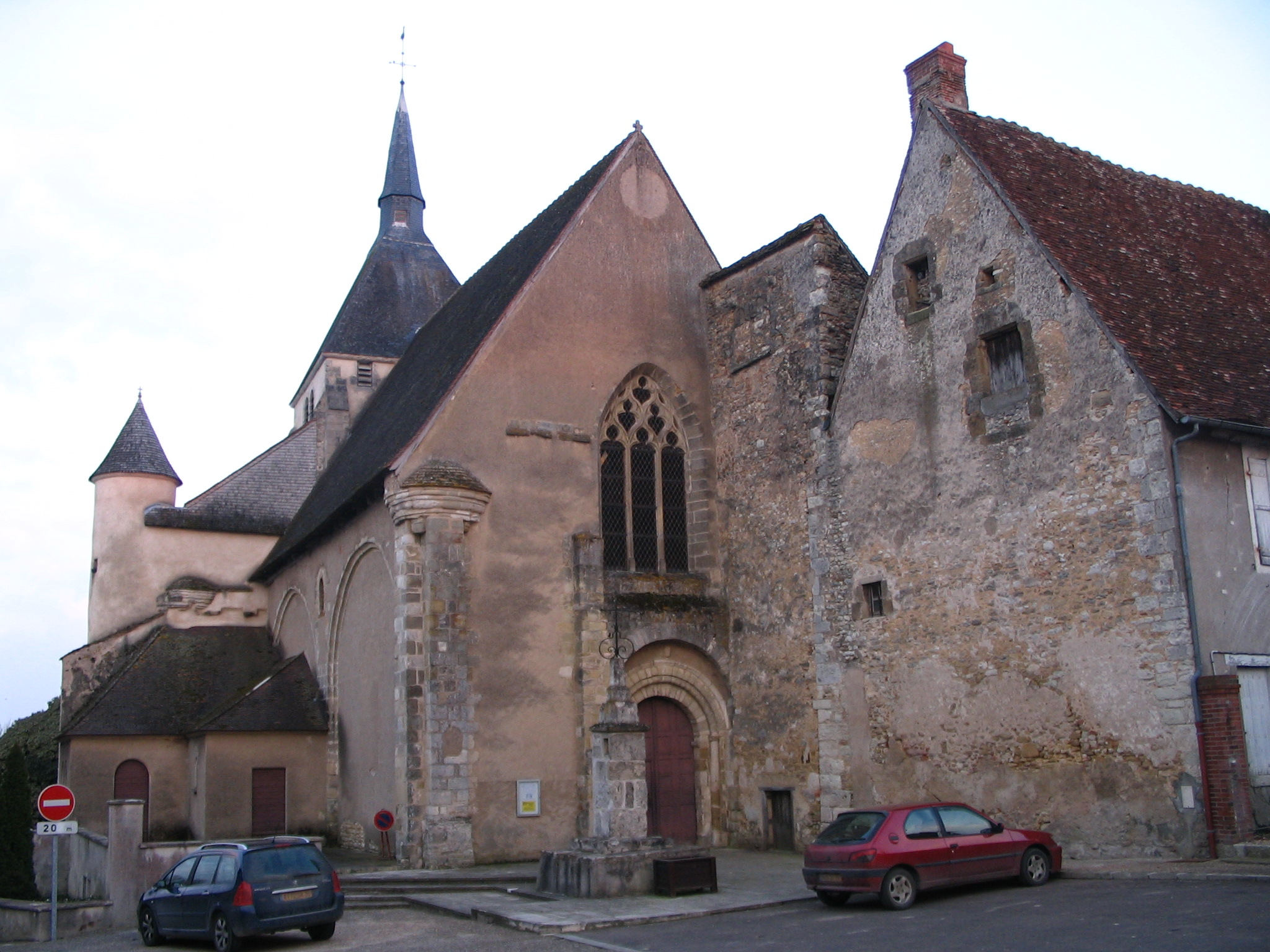
Kirche Saint-Denis
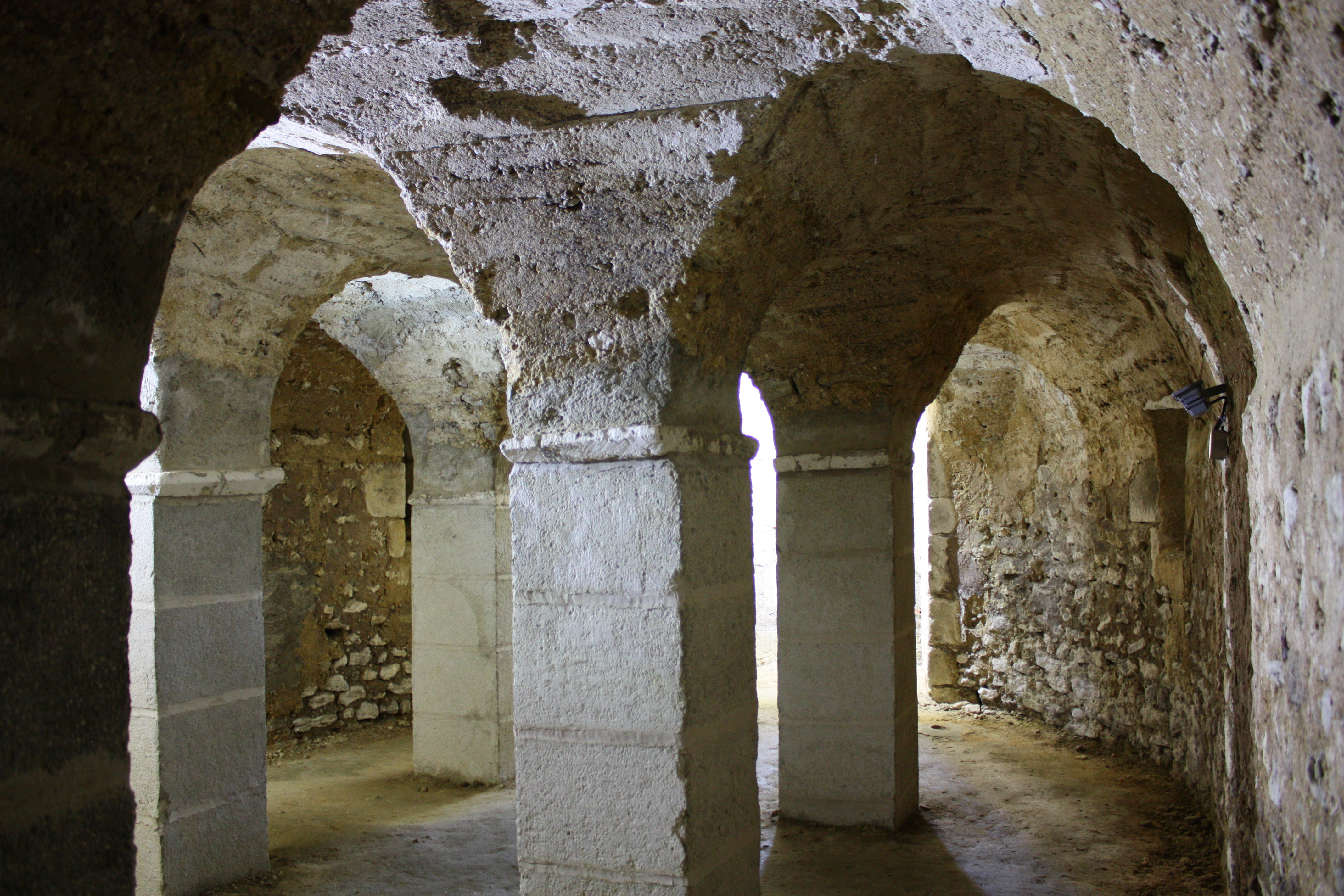
Krypta von St-Denis
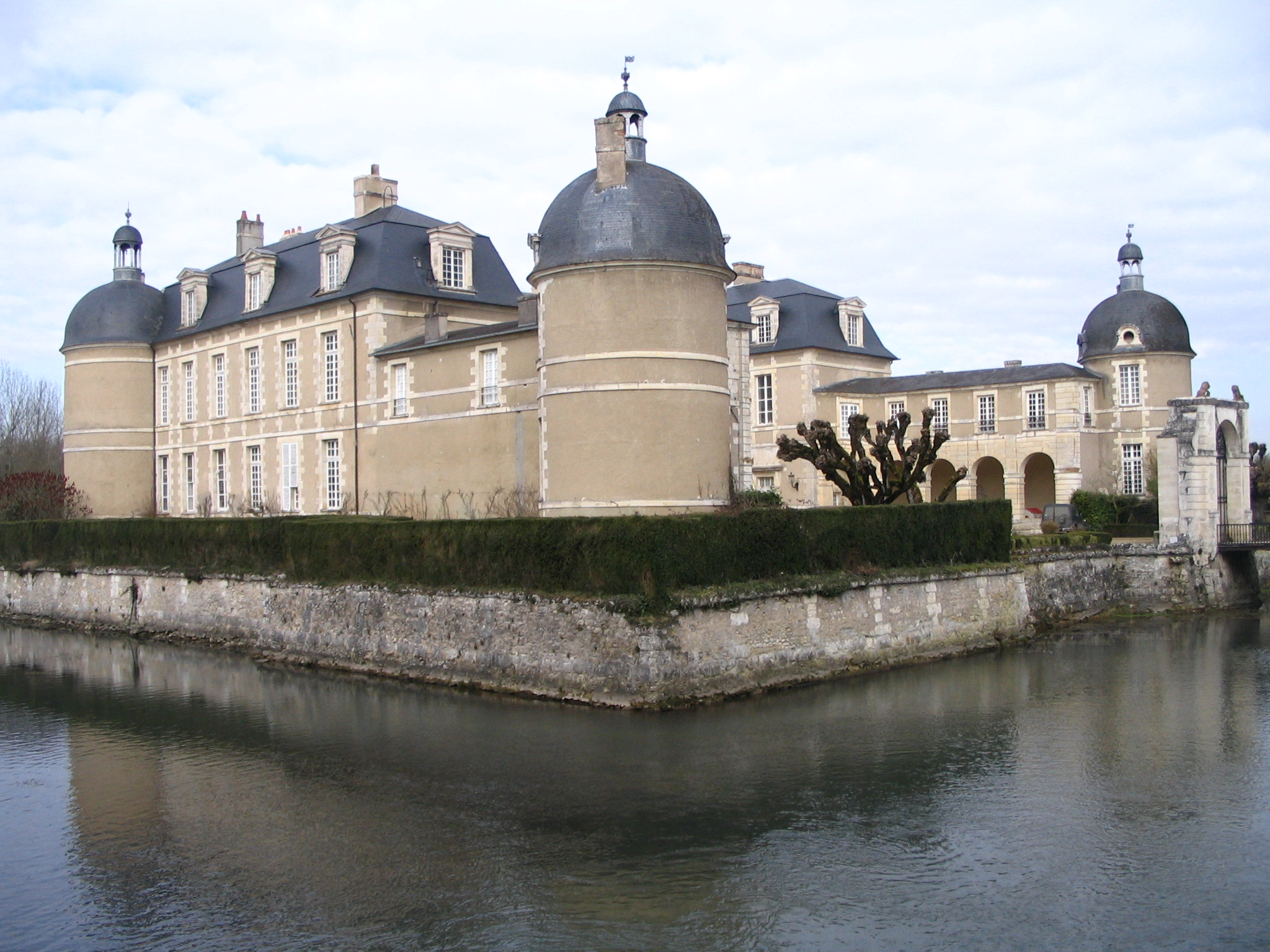
Schloss La Ferté
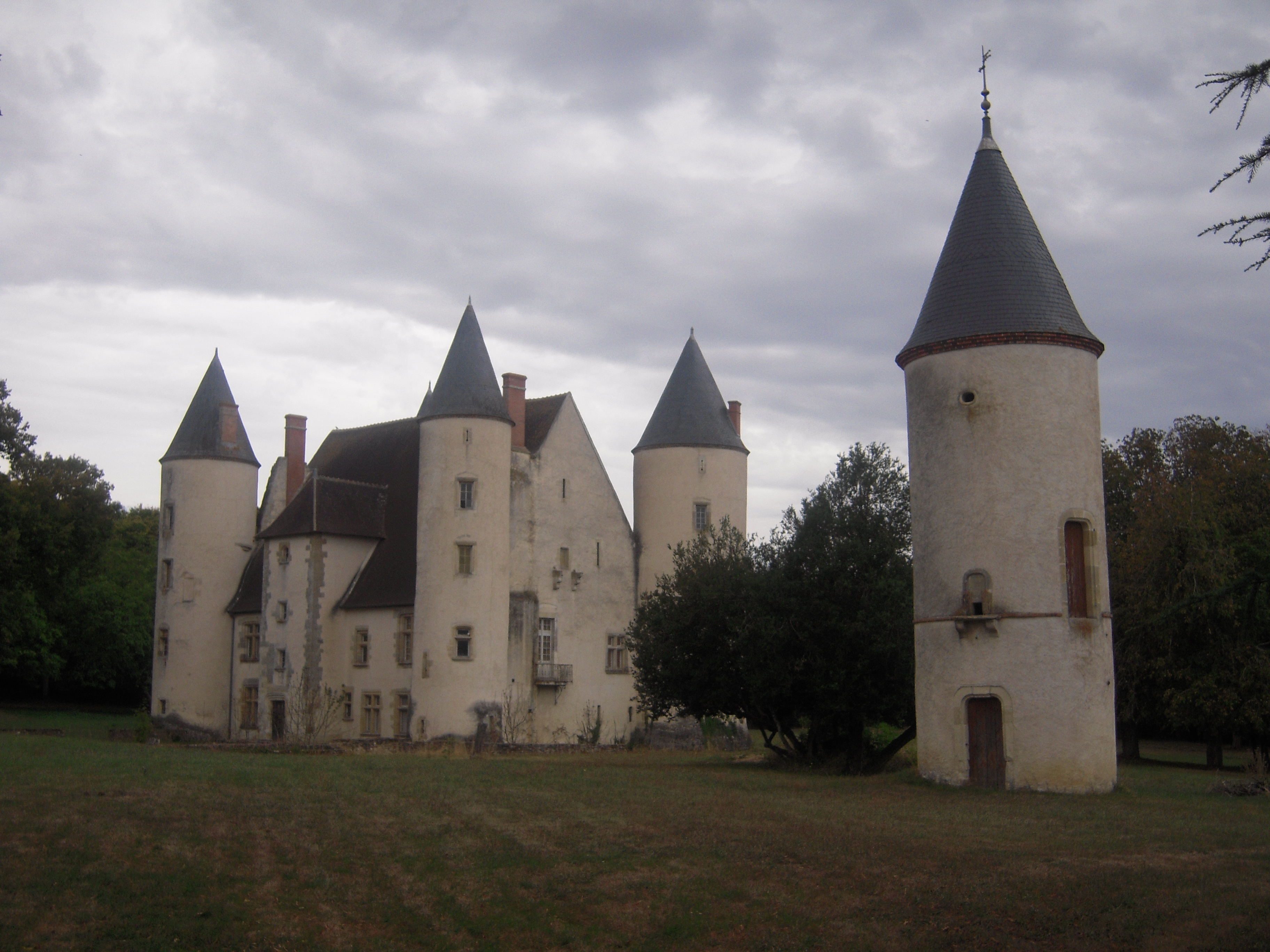
Schloss L'Ormeteau mit Taubenhaus

## Persönlichkeiten
- Marius Jacob (1879–1954), Anarchist
- Yves du Manoir (1904–1928), Rugbyspieler und Flugpionier
- Roger Pineteau (1910–1986), Politiker